# Songs to Remember

Songs to Remember est le premier album de Scritti Politti entièrement composé par Green.

## Titres de l'album

### Face A
1. Asylums in Jerusalem - 3:12
2. A Slow Soul - 3:16
3. Jacques Derrida - 4:58
4. Lions after Slumber - 6:09
5. Faithless - 4:13

### Face B
1. Sex - 4:20
2. Rock A - Boy Blue - 5:52
3. Gettin' Havin' & Holdin' - 5:16
4. The Sweetest Girl - 6:15